# Waking Up (álbum de OneRepublic)
Waking Up é o segundo álbum de estúdio da banda de rock norte-americana OneRepublic, lançado em 17 de novembro de 2009. O álbum alcançou a posição 21 na Billboard 200, foi divulgado em janeiro de 2012 que o album já teria vendido mais de 500 mil cópias no Estados Unidos, sendo dessa forma certificado como disco de ouro e também vendeu mais de 900 mil cópias pelo mundo. O primeiro single foi "All the Right Moves", que alcançou o Top 20 da Billboard Hot 100 e o Top 10 de outros 8 países.

## Precedentes
Depois do sucesso do álbum de estréia do OneRepublic, Dreaming Out Loud, que começou a trabalhar num segundo álbum em 2008. O vocalista Ryan Tedder anunciado em 21 de julho de 2009, que segundo álbum da banda seria completado cinco semanas a partir dessa data que foi 25 de agosto de 2009. Em 06 de setembro de 2009, a banda postou uma versão de baixa qualidade do primeiro single de seu segundo álbum, "All the Right Moves", enquanto uma versão de alta qualidade podem ser encontrados na sua página do MySpace. Em 08 de setembro de 2009, a banda postou amostras de quatro de suas canções do novo álbum em sua página do MySpace. Assim, 11 músicas foram anunciadas para compensar a lista de faixas, que foi oficialmente confirmada pelo site alemão da Amazon em 03 de novembro de 2009.

## Promoção e lançamento
Waking Up foi lançado pela Interscope Records em 17 de novembro de 2009, na América do Norte, 20 de novembro, na Austrália, ao ser lançado em 13 de novembro na Alemanha, e não até 18 de janeiro de 2010, no Reino Unido. A versão deluxe do álbum foi lançado exclusivamente na América do Norte, ao mesmo tempo que a versão standard. O álbum foi concluído em 25 de agosto de 2009. O primeiro single do álbum, "All the Right Moves", foi lançado em 29 de setembro de 2009, por airplay e lançado oficialmente em 06 de outubro de 2009. O primeiro single na Alemanha, "Secrets" foi lançado em 30 de outubro de 2009, e foi lançada como single em os Estados Unidos em 01 de junho de 2010.
O primeiro single Waking Up, "All the Right Moves", foi lançado nas rádios em 29 de setembro de 2009, e em seguida recebeu um lançamento oficial digitalmente em 06 de outubro de 2009. O vídeo da música para o single foi lançado em 08 de outubro de 2009. Ele atingiu um pico de número 18 na Billboard Hot 100. [4] OneRepublic então lançado digitalmente "Everybody Loves Me" em 20 de outubro de 2009, depois de já ter postado um trecho da canção, juntamente com outros três na sua página MySpace. "Good Life" foi então lançado digitalmente em 10 de novembro, atingindo o pico no número 8 no Billboard Hot 100.
"Secrets" foi lançado como o primeiro single do álbum na Alemanha para airplay em 21 de setembro de 2009 e foi lançado digitalmente em 30 de outubro de 2009, na Alemanha. Também foi lançado em 03 de novembro de 2009 como o segundo single do álbum digital em os Estados Unidos. "Secrets" foi lançado como single na Alemanha devido ao fato de que ele está sendo usado como a canção título na Zweiohrküken filme, a sequela de Keinohrhasen, que usou músicas da banda "Apologize", como a canção-título. Ryan Tedder confirmou que este servirá como o segundo oficial em todo o mundo único em 2010.
A canção "Marchin On" foi selecionado para apoiar o canal de televisão alemão ZDF e serve como canal oficial da FIFA 2010 World Cup canção. Foi lançado para download digital na Alemanha, em 18 de junho de 2010.
A canção "Good Life" é destaque na publicidade para os filmes 'Eat Pray Love' e 'One Day'.

## Recepção da Critica
| Críticas profissionais | Críticas profissionais |
| Pontuações agregadas   | Pontuações agregadas   |
| Fonte                  | Avaliação              |
| ---------------------- | ---------------------- |
| Metacritic             | 61/100                 |
| Avaliações da crítica  |                        |
| Fonte                  | Avaliação              |
| Allmusic               | [ 3 ]                  |
| About.com              | [ 4 ]                  |
| Billboard              | Positivo               |
| Artistdirect           | Positivo               |
| Entertainment Weekly   | B                      |
| Los Angeles Times      | [ 7 ]                  |
| Sputnikmusic           | [ 8 ]                  |
| The Guardian           | [ 9 ]                  |

Waking Up recebeu geralmente criticas mistas ou positivas dos críticos musicais. No Metacritic, que atribui uma avaliação normalizada de 100 pontos sobre opiniões dos críticos principais, onde o álbum recebeu 61 pontos baseada em 9 resenhas.
Stephen Thomas do Allmusic deu uma critica mista ao álbum, afirmando que a banda: "acrescenta floreios de produção de muitos para esse álbum: As cadeias de serra, corais das crianças, menores-chave no piano, cavernoso U2 reverb, longas pesadas secções instrumentais de piano e orquestra duetos, um faixa-título que tem ecos dos The Killers. Apesar de todas estas novas adições, cartão telefônico OneRepublic permanece mistura de Tedder de rock moderno atmosférica e rítmicos modernos R&B, criando uma coleção friamente mancha de baladas de amor perdidos e vencidos".
Caroline Sullivan do The Guardian afirmou que "Waking Up é uma tentativa de "fazer-ou-morrer de pegar algum dos holofotes para si. O que é indiscutível é que cada canção última é incrivelmente cativante. De All the Right Moves, em que a melodia anthemic reúne batidas conversando, a todos ama-me - um exemplo raro de Tedder distanciando-se de seus companheiros de celebridades para enviar as suas pretensões - OneRepublic mostra um gênio, perto de grandes coros. O outro lado da moeda, porém, é a sua propensão para arranjos trêmula balada é sem graça que fazem um som Maroon 5 como Fuck Buttons.
Bill Lamb do About.com deu uma critica positiva ao álbum dizendo, "a banda mostra sua versatilidade em instrumentação, ritmo e humor. OneRepublic permanece firmemente em uma estética pop, mas há um inquieto, presente energia criativa na maioria das faixas, o que é provável que fazem você sorrir e pensar simplesmente: "Isso é uma boa canção". O Los Angeles Times também positivou o álbum, dizendo: "Waking Up não soa algo como Aaliyah ou Missy Elliott. Mas os laços dubstep filtrados na bateria e marimba o afro-pop de "Missing Persons 1 & 2" tem uma brincadeira de verdade ausente do Cinemascope incessante de esforços mais velhos do Tedder. "Marchin On" leva um gancho de backing vocal e escreve uma música inteira em torno dele, ganhando a grandeza de sua imagem e bandeiras de luta. Até mesmo os devaneios de piano ultrapassando como "All This Time" tem um solo semelhante a de Paul McCartney", ainda elogiou os violoncelos contido nas canções do álbum.

## Singles
"All the Right Moves" foi lançado como primeiro single do álbum, lançado nas rádios mainstream dos Estados Unidos em 29 de setembro de 2009. E liberado para download digital no em 6 de outubro de 2009. Este é o primeiro single do novo álbum da banda em todos os países, exceto na Áustria e na Alemanha. All the Right Moves estreou na Billboard Hot 100 na posição 58 e nas semanas seguintes atingiu a 18ª posição, além de alcançar o Top 10 da Suiça, Bélgica, Irlanda e Nova Zelândia. Obteve certificação de platina no Canadá e duplo platina nos Estados Unidos.
"Secrets" foi lançado como segundo single do álbum. O single alcançou a posicão 21 na Billboard Hot 100 e o 3º lugar na Alemanha. A canção foi certificada por ouro na Alemanha e platina nos Estados Unidos. Até agosto de 2011, a canção já teria vendido 2,1 milhões de downloads pagos nos Estados Unidos.
"Marchin On" é o terceiro single do álbum A faixa foi lançada como o terceiro single do álbum, apenas para os países falantes de alemão onde apareceu no canal de televisão alemão ZDF servindo como canção promocional da Copa do Mundo FIFA 2010. A canção alcançou a 6ª posição na Alemanha. "Marchin On" ficou como a 28° musica mais tocada na Alemanha em 2010.
"Good Life" é o quarto single do álbum e foi lançado em 3 de Maio de 2011. Em 26 de maio de 2011, após a apresentação da banda no Billboard Music Awards 2011, a banda divulgou na internet um remix da canção, que conta com a participação do rapper B.o.B. O single alcançou a 8° lugar na Billboard Hot 100, além de da 6ª posição na Pop Songs. "Good Life" foi usado para uma propaganda do Google, além de aparecer em trailer de vários filmes. Good Life foi a 30ª canção mais vendida de 2011 nos EUA, por 2,324,000 cópias vendidas.

## Lista de faixas
| Edição Padrão |                       |                                                     |              |         |  |
| N.º           | Título                | Compositor(es)                                      | Produtor(es) | Duração |  |
| 1.            | "Made for You"        | Ryan Tedder, Brent Kutzle                           | Tedder       | 4:17    |  |
| 2.            | "All the Right Moves" | Tedder                                              | Tedder       | 3:58    |  |
| 3.            | "Secrets"             | Tedder                                              | Tedder       | 3:45    |  |
| 4.            | "Everybody Loves Me"  | Tedder, Brent Kutzle                                | Tedder       | 3:34    |  |
| 5.            | "Missing Persons 1&2" | Tedder                                              | Tedder       | 4:59    |  |
| 6.            | "Good Life"           | Tedder, Eddie Fisher, Brent Kutzle, Noel Zancanella | Tedder       | 4:13    |  |
| 7.            | "All This Time"       | Tedder, Brent Kutzle                                | Tedder       | 4:02    |  |
| 8.            | "Fear"                | Tedder                                              | Tedder       | 3:47    |  |
| 9.            | "Waking Up"           | Tedder, Drew Brown                                  | Tedder       | 6:09    |  |
| 10.           | "Marchin On"          | Jim Beanz, Timothy Mosley, Tedder                   | Tedder       | 4:13    |  |
| 11.           | "Lullaby"             | Tedder, Brent Kutzle                                | Tedder       | 4:37    |  |

| Edição Internacional |                                    |                                                          |         |  |
| N.º                  | Título                             | Compositor(es)                                           | Duração |  |
| 12.                  | "All This Time" (Versão Final)     | Tedder, Brent Kutzle                                     | 3:36    |  |
| 13.                  | "Sleep"                            | Tedder, Zachary Filkins, Tim Myers, Brown, Jerrod Bettis | 5:54    |  |
| 14.                  | "Shout" (Cover de Tears for Fears) | Roland Orzabal, Ian Stanley                              | 4:24    |  |

| Edição Deluxe |                |                                  |                 |         |  |
| N.º           | Título         | Compositor(es)                   | Produtor(es)    | Duração |  |
| 15.           | "Passenger"    | Tedder                           | Mikal Blue      | 4:02    |  |
| 16.           | "It's A Shame" | Tedder                           | Charles Pollard | 4:52    |  |
| 17.           | "Trap Door"    | Tedder, Tim Meyers               | Mikal Blue      | 3:56    |  |
| 18.           | "Sucker Punch" | Tedder, Tim Meyers, Zach Filkins | Mikal Blue      | 4:26    |  |

## Desempenho Comercial
| Parada (2009/2011)                    | Melhor posição |
| ------------------------------------- | -------------- |
| Alemanha - (Media Control Charts)     | 19             |
| Austrália - (Australian Albums Chart) | 28             |
| Áustria - (Austrian Albums Chart)     | 28             |
| Bélgica - (Ultratop - Valônia)        | 87             |
| Bélgica - (Ultratop - Wallonia)       | 88             |
| Estados Unidos - (Billboard 200)      | 21             |
| Estados Unidos - (Alternative Álbuns) | 3              |
| Estados Unidos - (Digital Álbuns)     | 8              |
| Estados Unidos - (Rock Álbuns)        | 7              |
| França - (Albums Chart)               | 58             |
| Grécia - (Greek Albums Chart)         | 9              |
| Irlanda - (Irish Albums Chart)        | 29             |
| Itália - (Italian Albums Chart)       | 77             |
| Mundo - (United World Chart)          | 37             |
| Países Baixos - (Mega Charts)         | 88             |
| Polónia - (Polish Albums Chart)       | 22             |
| Chéquia - (Czech Albums Chart)        | 43             |
| Reino Unido - (UK Albums Chart)       | 29             |
| Suíça - (Swiss Music Charts)          | 14             |

| País           | Fornecedor | Certificação | Vendas   |
| -------------- | ---------- | ------------ | -------- |
| Áustria        | IFPI       | Ouro         | 10,000+  |
| Alemanha       | BVMI       | Ouro         | 100,000+ |
| Estados Unidos | RIAA       | Ouro         | 500,000+ |

| Parada (2010)                    | Posição |
| -------------------------------- | ------- |
| Alemanha - (Media Control)       | 90      |
| Estados Unidos - (Billboard 200) | 143     |